# Petra Němcová
Petra Němcová (* 24. června 1979 Karviná) je česká topmodelka, televizní moderátorka a filantropka, která založila nadaci Happy Hearts Fund (Nadace šťastných srdcí). V roce 2017 se tato nadace spojila s dobrovolnickou organizací All Hands Volunteers a vznikl spolek All Hands And Hearts - Smart Response, v němž Němcová převzala roli spoluzakladatelky a místopředsedkyně.
V roce 1995 vyhrála českou soutěž Elite Model Look. Poté odjela do Milána. Získala titul Modelka roku 2003 časopisu Sports Illustrated Swimsuit Issue, v němž se objevila na obálce. Jako modelka pracovala mj. pro Victoria's Secret, jakož i pro další společnosti zaměřené na dámskou módu.

## Dětství a mládí
Narodila se v Karviné, její otec byl zedník a matka učitelka. Má sestru Olgu, s níž spolupracuje na charitativních projektech.  Petra toužila stát se modelkou již jako malá holka. Po základní škole studovala obor Oděvnictví na SPŠ chemické v Ostravě. Odmaturovala s vyznamenáním v roce 1997. 

## Kariéra

### Modeling
Němcová, kterou si v ulicích Prahy vyhlédla agentura NEXT Model Management, se po podpisu smlouvy s agenturou přestěhovala do italského Milána. V roce 1995 vyhrála českou soutěž Elite Model Look.
Během své kariéry modelky spolupracovala s mnoha známými fotografy jako Mario Testino, Gilles Bensimon, Antoin Vergase, Walter Ioos, Vincent Peters a Christoph Kutner.
Byla součástí kampaní pro značky Benetton, Bulgari, Cartier, Clarins, Cortefiel, Dirk Bikkembergs, Fortunoff, Graff, Hewlett-Packard/Intel, HS, Intimissimi, John Lewis, Lancaster, La Perla, La Senza, Maidenform, Max Factor, Pantene Pro-V, Passport, Playtex, Rampage, Schwarzkopf, Victoria's Secret a Wild Orchid.
Objevila se na mezinárodních obálkách časopisů Harper's Bazaar, Madame Figaro, Elle, Shape, Cosmopolitan, Marie Claire, Flare, Glamour, L'Officiel a Sports Illustrated a předváděla oblečení pro návrháře, jako jsou Lolita Lempicka, Gai Mattiolo, Matthew Williamson, Guglielmo Cappone, Marina Babini, Yumi Katsura a Michiko Koshino.
V lednu 2015 nahradila Abbey Clancyovou jako tvář spodního prádla Ultimo. Je také globální tváří značky Chopard.

### Televize
V roce 2001 se objevila v britském televizním seriálu Absolutely Fabulous. Dne 3. června 2004 zasedla Němcová v porotě na 53. ročníku Miss Universe v ekvádorském hlavním městě Quito. Dne 7. července 2007 byla moderátorkou americké části koncertu Live Earth. V roce 2009 byla moderátorkou  a mentorkou americké reality show A Model Life na stanici TLC. S tanečním partnerem Dmitrijem Chaplinem se účastnila  12. sezóny americké taneční soutěže Dancing with the Stars (Když hvězdy tančí). V roce 2008 účinkovala ve vánočním televizním speciálu pro děti A Muppets Christmas: Letters to Santa.

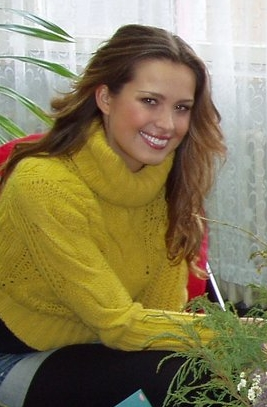
Na návštěvě Ostravy v roce 2006

## Tsunami v Thajsku 26. prosince 2004
Dne 26. prosince 2004, když byla se svým snoubencem v Thajsku, je zasáhlo tsunami. Němcová přežila tak, že vyšplhala na palmu, kde strávila následujících 8 hodin. Utrpěla zlomeninu pánve, ale úspěšně  se vyléčila. Její tehdejší přítel, britský módní fotograf Simon Atlee, však při neštěstí zahynul.

## Dobročinnost
Němcová působí v poradním sboru fondu Glamour's Women of the Year. V roce 2005 vydala svou autobiografii Vždy s láskou, Petra (v originále Love Always, Petra) a 100 % z jejího výtěžku věnovala na pomoc dětem postiženým tsunami v Thajsku v roce 2004 a obětem probíhajících přírodních katastrof po celém světě. Aktivně podporuje charitativní akce Nadace Elisabeth Glaser na pomoc dětem postiženým AIDS, Fondu pro výzkum rakoviny dělohy a Asociace muskulárních dystrofiků. 

### Happy Hearts Fund
Osobní zkušenost s tsunami z roku 2004 vedla Němcovou po uzdravení v roce 2005 k založení charity na pomoc obětem živelních katastrof Happy Hearts Fund (HHF, Nadace šťastných srdcí). Zmínka o této nadaci padla také v reklamě na notebooky firmy Hewlett-Packard, v níž Němcová účinkovala v roce 2007. Nadace pomáhá dětem, které při zemětřesení nebo tsunami přišly o rodinu a základní věci k přežití.
Hlavním posláním HHF je rekonstrukce a obnova škol postižených přírodními katastrofami. Díky programům realizovaným HHF bylo po celém světě obnoveno 176 škol v 10 zemích včetně Thajska, Indonésie, Haiti, Nepálu, Peru, Mexika a Filipín. Němcová se od založení Happy Hearts Fund každodenně intenzivně angažuje, pomáhá vytvářet dlouhodobé strategie a také nastiňuje vizi, která vedla k dlouhodobému úspěchu organizace. Koncem roku 2017 se HHF spojila s další neziskovou organizací All Hands Volunteers a vznikla tak organizace All Hands And Hearts - Smart Response.

### All Hands And Hearts – Smart Response
Němcová v současné době působí spolu se zakladatelem All Hands Volunteers Davidem Campbellem jako spoluzakladatelka a místopředsedkyně organizace All Hands And Hearts – Smart Response (AHAH, Všechny ruce a srdce – rozumná reakce).
AHAH je nezisková organizace, jejímž cílem je poskytovat rychlou a účinnou pomoc komunitám postiženým přírodními katastrofami po celém světě. Patří mezi první, kteří reagují a často odcházejí jako poslední, a pomohli obnovit školy a domovy po celém světě, což mělo pozitivní dopad na více než 105 000 dětí v oblastech zasažených katastrofou. Poslání, které Němcová nastínila prostřednictvím nadace HHF, nadále naplňuje mezinárodní tým obětavých dobrovolníků, jichž je více než 50 000 a pracují ve více než 18 různých zemích. Sama Němcová hovořila o důležitosti spojení a pochopení potřeb těch, kteří potřebují naději, posílení a okamžitou pomoc, a prohlásila: „Nemůžeme ovládat přírodu, ale můžeme ovládat to, co děláme“.
K červnu 2018 pomohla AHAH více než 1 milionu osob postižených přírodními katastrofami a pomohla obnovit 208 škol a stovky domů na více než 95 různých místech v 18 zemích. 97 programů bylo dosud zahájeno v zemích, jako je Nepál, Peru, Mexiko, Japonsko, Indonésie a Spojené státy.

## Osobní život
Němcová hovoří několika jazyky, mluví česky, slovensky, polsky, anglicky, francouzsky a italsky. Od doby, kdy opustila Českou republiku, bydlela v Itálii, v Paříži a v Londýně, odkud se přestěhovala do New Yorku. V roce 2007 se stala vegankou a věnuje velkou pozornost životu ve světových oceánech.
Byla zasnoubena s anglickým módním fotografem Simonem Atleem, který zahynul v Thajsku v roce 2004, když zemi zasáhlo zemětřesení a následná vlna tsunami. Od roku 2006 byl jejím přítelem populární anglický zpěvák James Blunt, s nímž se však v únoru 2007 rozešla. Krátce byla zasnoubená s anglickým hercem Jamiem Belmanem, než pár v roce 2012 vztah ukončil. V letech 2013–2014 udržovala partnerský vztah s haitským premiérem Laurentem Lamothem. V roce 2017 se zasnoubila s investičním bankéřem Alejandrem Grimaldim, ale pár v prosinci 2018 zasnoubení zrušil.
V roce 2019 se Němcová v Sedoně v Arizoně provdala za francouzsko-venezuelského podnikatele Benjamina Larretche. 15. listopadu 2019 se jim narodilo první dítě. Syn Bodhi se narodil předčasně, ve 34. týdnu těhotenství, a první týdny života strávil na novorozenecké jednotce intenzivní péče. Rodina žije střídavě v Miami a v Dominikánské republice.